# Aglaia evansensis
Espèce
Statut de conservation UICN

 CR D : 
En danger critique
Aglaia evansensis est une espèce de plantes de la famille des Meliaceae.

## Publication originale
- Contributions from the United States National Herbarium 30: 497. 1952.